# ソラマチアカペラストリート
ソラマチアカペラストリート (Solamachi Acappella Street) は、アカペラストリートイベントである。通称「ソラスト」、または「SAS」。
例年12月頃に2日間、東京スカイツリーの根元にある東京ソラマチで行われる。1回目のソラストは、ソラマチが開業した2012年に開催された。

## 開催一覧
| 回 | 開催日              | テーマ                         | 備考                                                          |
| -- | ------------------- | ------------------------------ | ------------------------------------------------------------- |
| 1  | 2012年12月8日-9日   |                                |                                                               |
| 2  | 2013年12月7日-8日   |                                | エントリー543バンド、出演213バンド                            |
| 3  | 2014年12月6日-7日   | DREAM -ソラに歌声を僕らに夢を- | エントリー672バンド、出演213バンド                            |
| 4  | 2015年12月5日-6日   |                                | エントリー1016バンド、出演約360バンド                         |
| 5  | 2016年12月3日-4日   |                                | エントリー1358バンド、出演442バンド、8会場                    |
| 6  | 2017年12月2日-3日   |                                | エントリー1536バンド、出演486バンド、8会場                    |
| 7  | 2018年12月1日-2日   |                                | エントリー1240バンド、出演498バンド、8会場                    |
| 8  | 2019年12月7日-8日   |                                | 出演489バンド、9会場                                          |
| 9  | 2020年12月5日-6日   |                                | 出演191バンド、3会場（新型コロナの流行により縮小開催）        |
| 10 | 2021年12月4日-5日   |                                | 出演110バンド、2会場（同上）                                  |
| 11 | 2022年11月26日-27日 |                                | 出演76バンド、1会場（感染対策のため規模縮小）                 |
| 12 | 2023年12月2日-3日   |                                | 出演132バンド、2会場（コロナウイルス5類感染症に引き下げ後初） |
| 13 | 2025年2月15日-16日  |                                | 出演215バンド、3会場（2020年ぶりの3会場）                     |